# 聖テレジアの法悦
『聖テレジアの法悦』（せいてれじあのほうえつ（伊: Estasi di santa Teresa d'Avila））（または「聖（女）テレサ」）は、バロック期のイタリア人芸術家ジャン・ロレンツォ・ベルニーニが1647年から1652年にかけて制作した大理石彫刻。ローマのサンタ・マリア・デッラ・ヴィットーリア教会コルナロ礼拝堂の壁面に設置された祭壇（エディクラ）の装飾彫刻群の中央を占める彫刻である。コルナロ礼拝堂は、当時の芸術家の第一人者だったベルニーニが内装のデザインから完成までを手がけた建物で、大理石彫刻、フラスコ壁画、絵画はすべてがベルニーニの作品となっており、これらコルナロ礼拝堂の美術作品はローマにおける盛期バロック美術の最高傑作の一つであると見なされている。

## 依頼
芸術家としての円熟期を迎えていたジャン・ロレンツォ・ベルニーニの監修のもとで、コルナロ礼拝堂の『聖テレジアの法悦』を含む彫刻群全体の構成が完成したのは、ローマ教皇がパンフィリ家出身のインノケンティウス10世だった時期である。インノケンティウス10世は教皇位就任とともに、前教皇で教皇庁の財産を散財したウルバヌス8世の出身家バルベリーニ一族の弾劾を開始し、ウルバヌス8世のお抱え芸術家だったベルニーニをヴァチカンから遠ざけた。
教皇からの後援を失ったベルニーニは、代替のパトロンをヴェネツィア出身の枢機卿フェデリコ・コルナーロ (en:Federico Baldissera Bartolomeo Cornaro) らに求めることになる。コルナーロは自身の将来の墓所として、平凡な跣足カルメル会修道院の礼拝堂を選んでいた。コルナーロの墓所に選ばれたのは礼拝堂左側の翼廊で、この場所にはすでに『聖ペテロの法悦』を描いた絵画が飾られていたが、1622年に列聖された跣足カルメル会最初の聖女テレジア（ラテン語名:Teresia Abulensis）の宗教的神秘体験を再現したベルニーニの彫刻で置き換えられることになった。この彫刻は1652年に完成し、最終的にかかった総費用は合計12,000スクーディだった。

## 全体像と構成

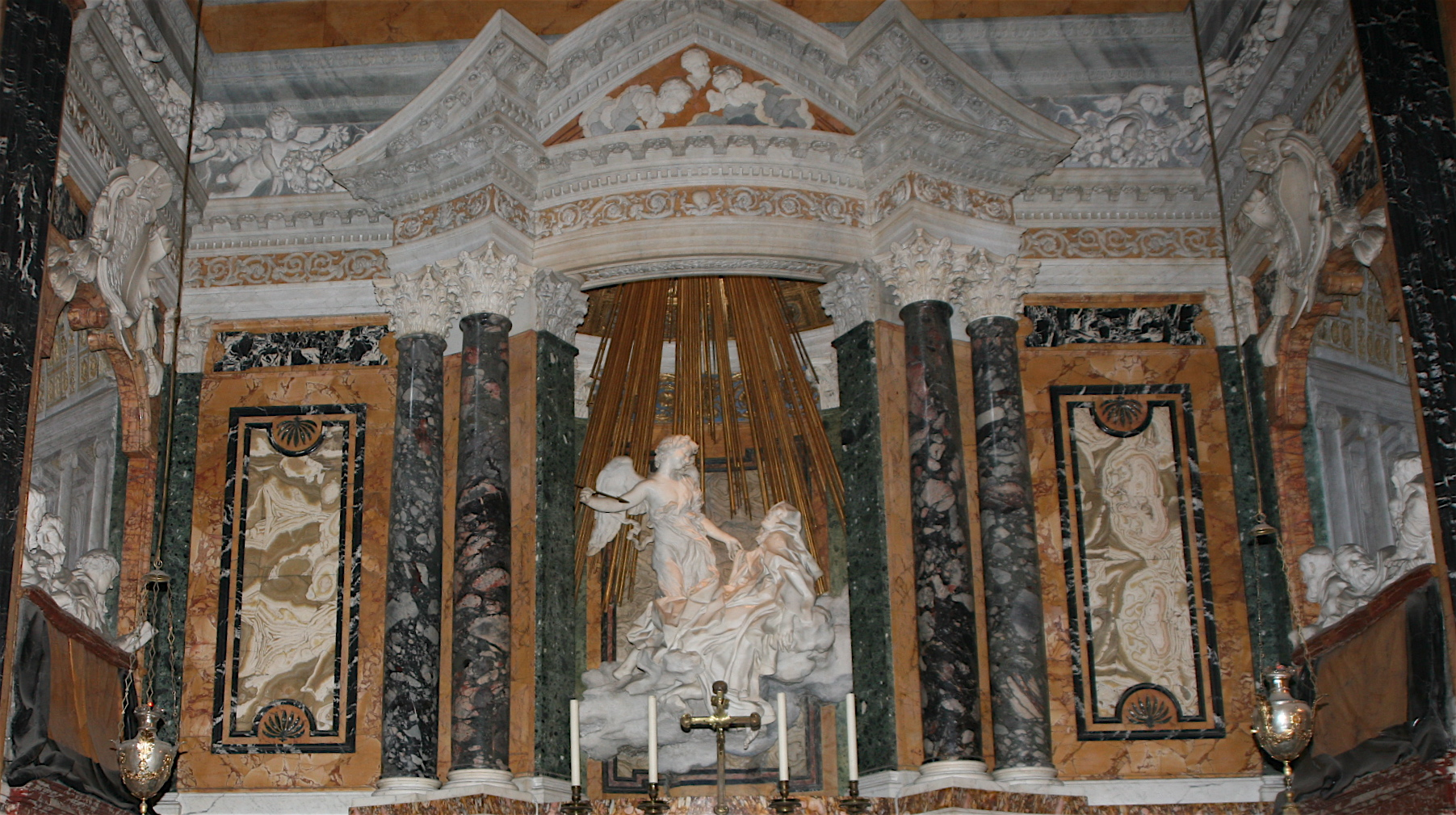
フェデリコ・コルナーロの肖像を含む彫刻全体画像（コルナーロは向かって左側の集団の一人で、台座下部は写っていない）

中彫刻群の中央には気絶寸前の修道女テレジアと槍を持つ天使が配置されている。これはカルメル会修道女で改革者の聖女テレジアの自伝『イエズスの聖テレジア自叙伝』（1515年 - 1582年）に書かれているエピソードを再現したものである。この書物ではテレジアが天使と出会ったという神秘体験の様子は次のように記されている。

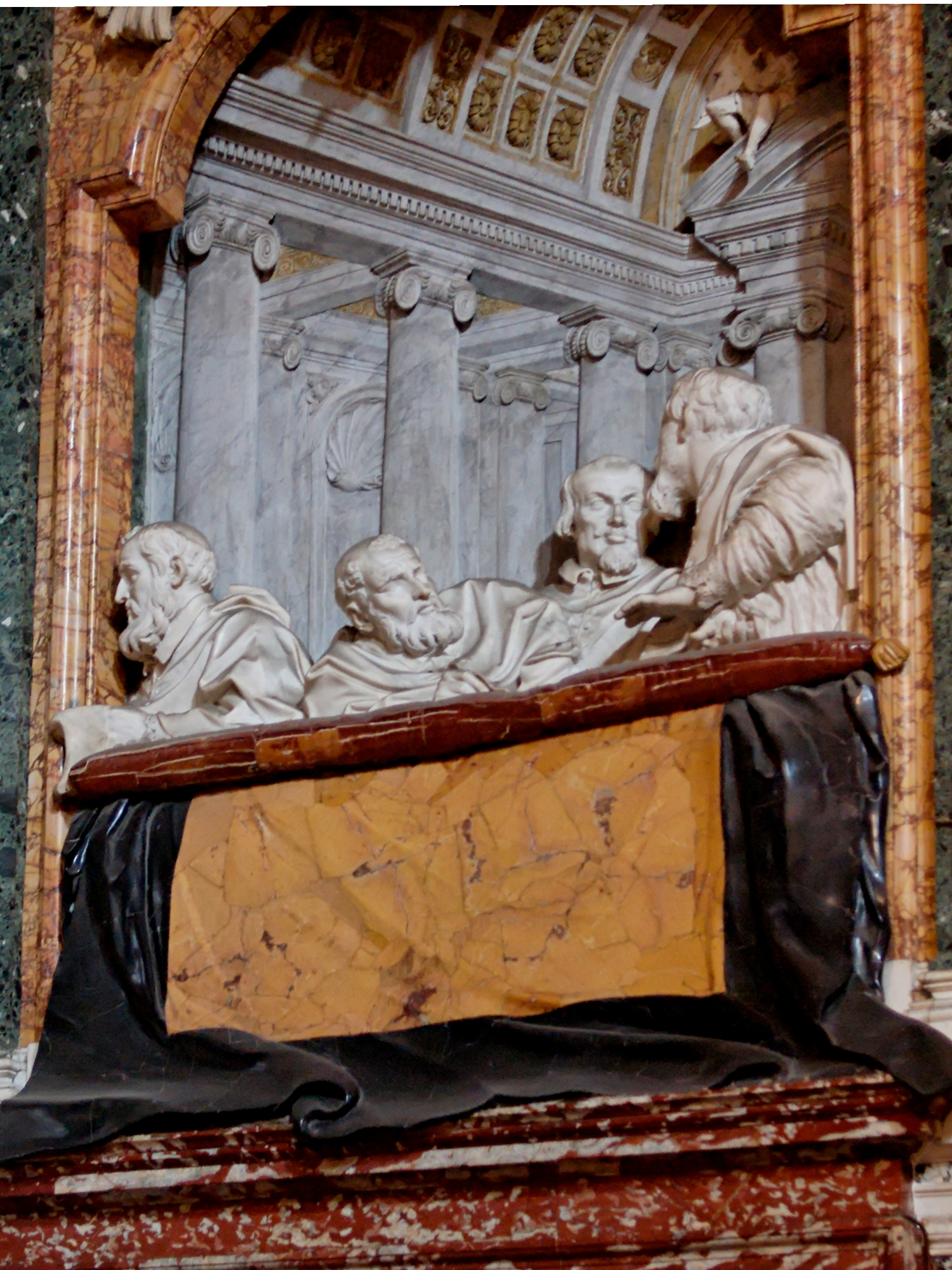
向かって右側の「目撃者たち」の彫刻

『聖テレジアの法悦』を含む彫刻群は、彫刻上部の丸天井に巧妙に隠された窓から降りそそぐ自然光に照らし出され、金メッキを施されたスタッコの光の雨がその効果をさらに強調している。テレジアは雲の上に横たわっており、これはこの彫刻を観るものに、この場面が聖霊の出現を表していることを示す意味がある。この場面のほかの「目撃者たち」の彫刻が両側の壁面に存在する。彫刻の依頼主コルナーロ家の男性たちを表現した等身大の半身像であり、劇場の特別席のような場所でこの聖なる場面を語り合っているかのように表現されている。人物像は白大理石、壁面や特別席は色大理石が材料として使用されている。礼拝堂の上部（ヴォールト）はフレスコ画で、幻想的な智天使たちが天界の聖霊を意味する降りそそぐ光とともに描かれている。
美術史家ルドルフ・ウィットカウアーは次のように述べている。

## 解釈

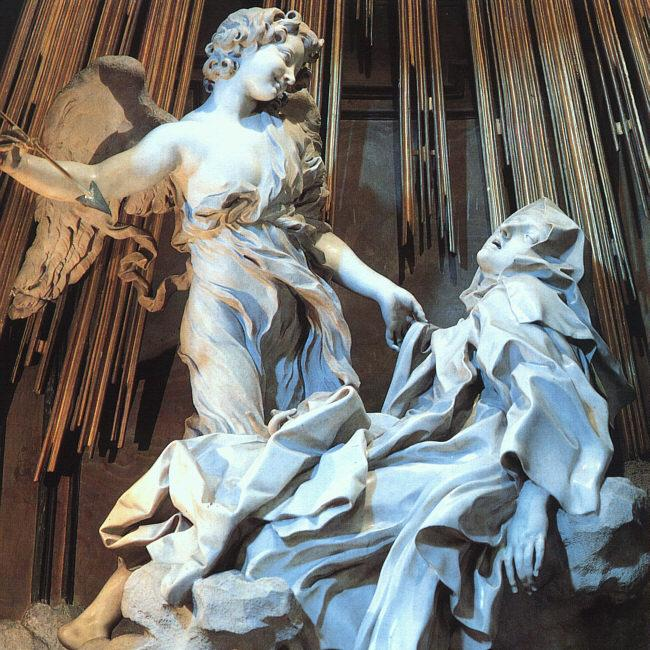
聖女テレジアと天使の部分拡大画像

コルナロ礼拝堂は、この彫刻を聖なる御使いが世俗の人間に介入した瞬間を捉えた作品と解説している。コルナーロ家の人々は特等席のような場所でこの場面を観察しており、あたかも劇場で芝居を見ているかのような印象を観客に与えている。ロンドン大学の美術史家キャロライン・バブコックは、ベルニーニのこの作品が持つ肉体面と精神面の両方が融け合った深い悦楽の表現が現代の芸術家と著述家にも大きな影響を及ぼしてると語り、アーヴィング・レイヴィンは「宗教的エクスタシーこそが、世俗と神聖あるいは肉体と霊魂の融合における核心といえる」とした。また、テレジアが自身の著作に書いた神秘体験に性的なイメージを重ね、この彫刻作品は性的絶頂を表した作品であると考える学者もおり。とくにテレジアの姿勢と表情の描写こそが、テレジアの体験がその類であることを物語ると考えている。フランスの精神分析家ジャック・ラカンが女性の性的絶頂の説明のなかで「ローマにあるベルニーニの彫刻を見に行くだけでいい。誰が見てもすぐに彼女（テレジア）がその瞬間を迎えていることが分かる。疑問の余地は全くない」とした。
しかしながら、ロバート・ハービソンは聖イグナチオら神秘体験の経験者を引き合いにして、ベルニーニが単なる性的充足を具現化したという見解に疑義を呈した。ベルニーニは宗教的歓喜は肉体的悦楽と等価値であることを表現しており「フロイトの著作が世に出て以来、この修道女は激しい欲求不満だったなどと忍び笑い混じりで語られるようになったのは、なんとも悲しむべきことだ。確かにテレジアは肉体的誘惑のようだったと著書に書いてはいるが、全く異なる別の体験への始まりやきっかけに過ぎない。見ればわかるとおり、人間の性的嗜好や性的感覚などはテレジアやベルニーニにとって最重要な事柄ではなかった。衝撃的なまでに我々の心を惹きつけてやまない、この作品が持つ精神的干渉作用は扇情的なものではない。全く別の空間へと我々をいざなうことを目的にした作品である」とした。

## ベルニーニが制作した同様のテーマの作品
- 『福者ルドヴィカ・アルベルトーニ (en:Beata Ludovica Albertoni』（1671年 - 1674年）、サン・フランチェスコ・ア・リーパ教会（ローマ）
- 『聖ラウレンティウスの殉教 (Martyrdom of Saint Lawrence)』（1614年 - 1615年）、ウフィツィ美術館（フィレンツェ）[12]
- 『真実』（1646年 - 1652年）、ボルゲーゼ美術館（ローマ）[13]

## 後世への影響
- メルキオッレ・カッファ (en:Melchiorre Cafà) の彫刻『リマの聖ローサ』（1665年）、『シエナの聖カタリナの法悦』（1667年以前）
- フランシスコ・アプリーレとエルコール・フェラッタの (en:Ercole Ferrata) の彫刻『聖アナスタシア』

- チェコのバンド Ecstasy of Saint Theresa は『テレジアの法悦』にちなんだバンド名
- ダン・ブラウンの小説『天使と悪魔』に登場
- ピーター・ハミルのアルバム『The Silent Corner and the Empty Stage』の曲「The Lie」は『テレジアの法悦』をモチーフにしている
- デヴィッド・フォスター・ウォレスの小説『Infinite Jest』など、おびただしい数の文芸作品に取り上げられている。
- バンクシーのストリートアートに、天使がファストフードに置き換えられた『テレジアの法悦』がある
- アブラハム・バルギーズの小説『Cutting For Stone』に何度も登場